# San Martín de Valdeiglesias
San Martín de Valdeiglesias – miasto w Hiszpanii we wspólnocie autonomicznej Madryt, położone w zachodniej części regionu 69 km od Madrytu nad rzeką Alberche. W skład miasta wchodzą trzy dzielnice: Costa de Madrid, San Ramón oraz Javacruz. Gospodarka miasta opiera się na turystyce, ponadto istnieje kilka przedsiębiorstw oferujących usługi w sektorze budowlanym.